# Obujam motora
Obujam motora je osnovna vrijednost koja nam govori o veličini motora kod manjih izvedbi, kao što su motori za automobile ili motorkotače. Tako govorimo o motorkotačima s 250, 500,750 ccm što znači da oni imaju obujam motora od toliko kubnih centimetara. Obujam motora se dobije tako da se vrijednost obujma jednog cilindra pomnoži s brojem cilindara. 
Pri definiranju obujma cilindra, treba se prvo definirati obujam stapaja i obujam kompresije.
Obujam kompresije je obujam koji je u cilindru u trenutku kada se klip nalazi u GMT-u. On je umnožak površine provrta cilindra i visine između čela klipa i glave cilindra (na desnoj slici označen s h). Na stranici promjer cilindra dana je formula za izračun površine, a iz nje slijedi i formula za volumen kompresije:
{\displaystyle V_{k}=h\times {\frac {d^{2}\times \pi }{4}}}
Obujam stapaja je obujam koji klip istisne na svom putu iz DMT-a u GMT. Analogno gornjoj formuli, obujam stapaja je jednak:
{\displaystyle V_{s}=s\times {\frac {d^{2}\times \pi }{4}}}
gdje je s - stapaj
Obujam cilindra je obujam poviše čela klipa u cilindru kada se klip nalazi u DMT-u. Na desnoj slici možemo vidjeti da je obujam cilindra jednak zbroju obujma kompresije i obujma stapaja:
{\displaystyle V_{c}=V_{k}+V_{s}=(h+s){\frac {d^{2}\times \pi }{4}}}
Obujam motora dobijemo kada volumen stapaja pomnožimo s brojem cilindara:
{\displaystyle V_{m}=V_{s}\times n}
gdje je n - broj cilindara motora